# Веркнер, Лайош
Ла́йош Ве́ркнер (венг. Werkner Lajos; 23 октября 1883, Будапешт, — 12 ноября 1943, там же) — австро-венгерский фехтовальщик-саблист.
С 1905 года занялся фехтованием. Пять раз становился чемпионом Венгрии, а в 1908 и 1912 годах завоевал золотые медали олимпийских игр, выступая под флагом венгерской сборной.
Его спортивная карьера была прервана начавшейся в 1914 году Первой мировой войной.
Принимал участие в создании Федерации фехтования Венгрии. По окончании спортивной карьеры работал инженером-механиком, руководителем промышленного предприятия.
В 1999 году посмертно стал членом Международного еврейского спортивного зала славы.